# Walter Ufer
Walter Ufer est un peintre américain né en 1876 à Hückeswagen en province de Rhénanie et mort le 2 août 1936 à Santa Fe.

## Biographie
Walter Ufer est né en 1876 à Hückeswagen en Allemagne mais il grandit à Louisville dans le Kentucky après que sa famille a émigré aux États-Unis. À l'âge de 16 ans, il devient apprenti imprimeur chez un lithographe de Louisville mais c'est après avoir visité l'Exposition universelle de 1893 à Chicago qu'il décide de se lancer dans une carrière d'artiste.
En novembre 1893, il part pour l'Allemagne où il perfectionne son art à Hambourg puis à l'École supérieure des beaux-arts de Dresde mais après avoir passé cinq ans en Europe, à court d'argent, il est contraint de rentrer aux États-Unis.
À son retour, il s'installe à Chicago où il épouse en 1906 Mary Monrad Frederiksen, une artiste peintre danoise originaire de Copenhague. En 1913, ils se rendent en Europe et Ufer poursuit son apprentissage à Munich avec Walter Thor (de). De retour à Chicago, son talent impressionne l'ancien maire Carter Harrison, Jr. qui lui propose en 1914 de financer un voyage au Nouveau-Mexique afin d'y peindre plusieurs toiles sur le Sud-Ouest des États-Unis. Ufer se rend à Taos où il commence à peindre de nomreuses toiles sur les Amérindiens et devient membre en 1917 de la Société des artistes de Taos (en).
Il meurt le 2 août 1936 d'une péritonite à l'hôpital de Santa Fe.

## Galerie

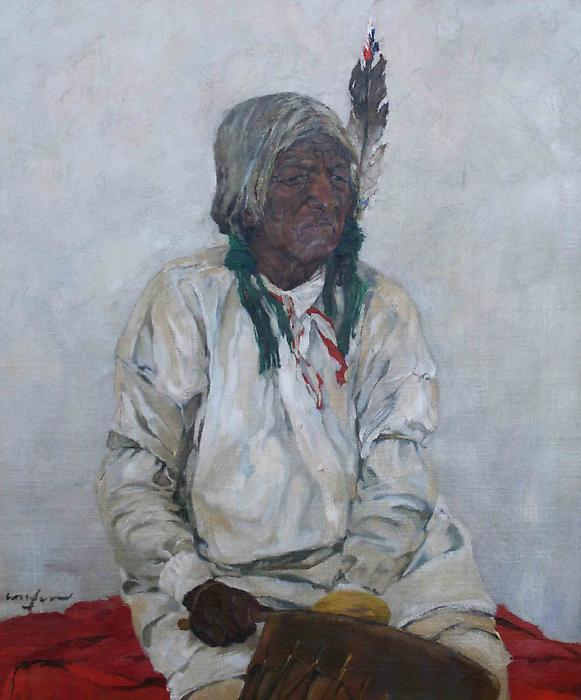
El Cacique del Pueblo, 1916.
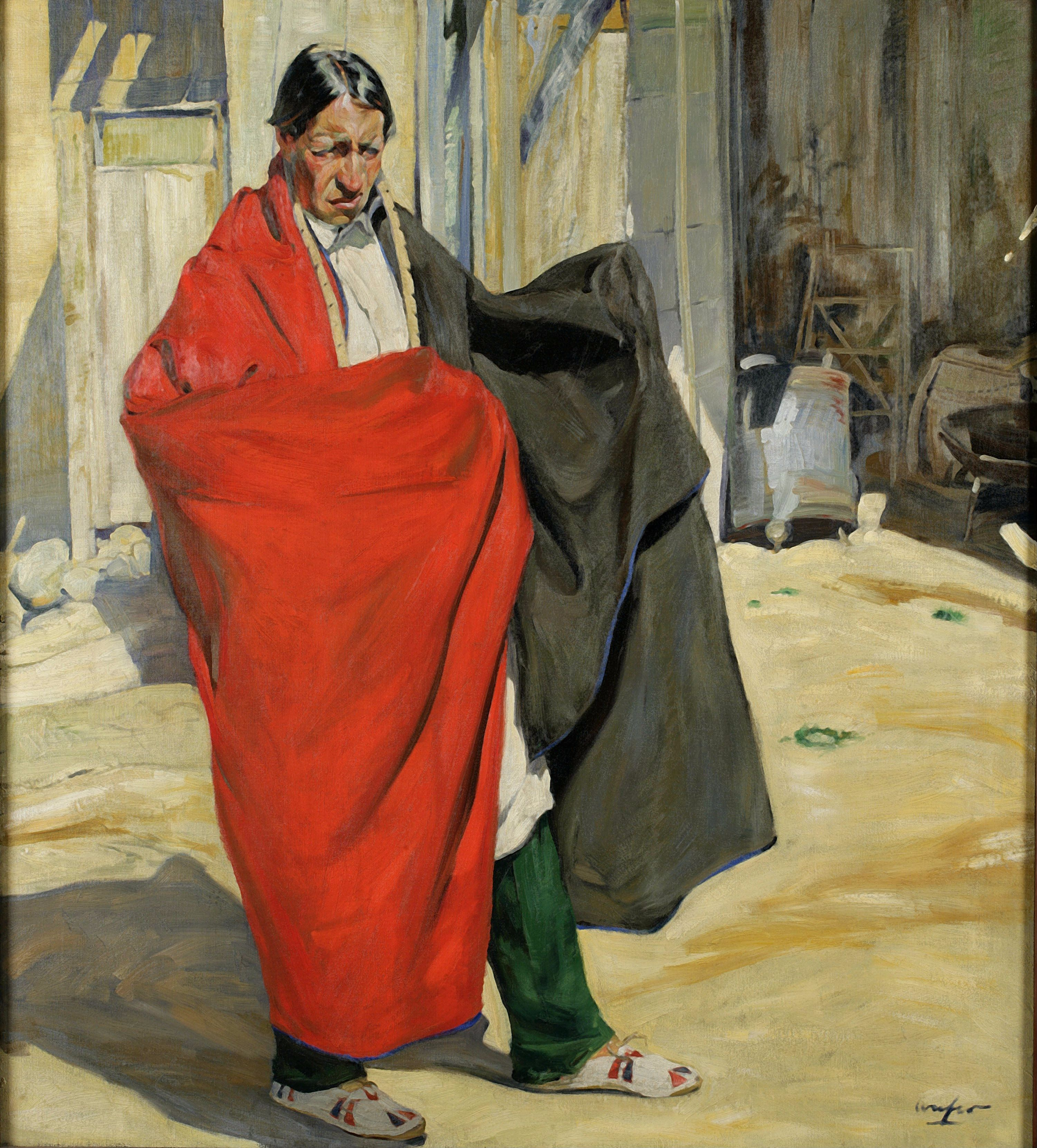
Jim, 1918.
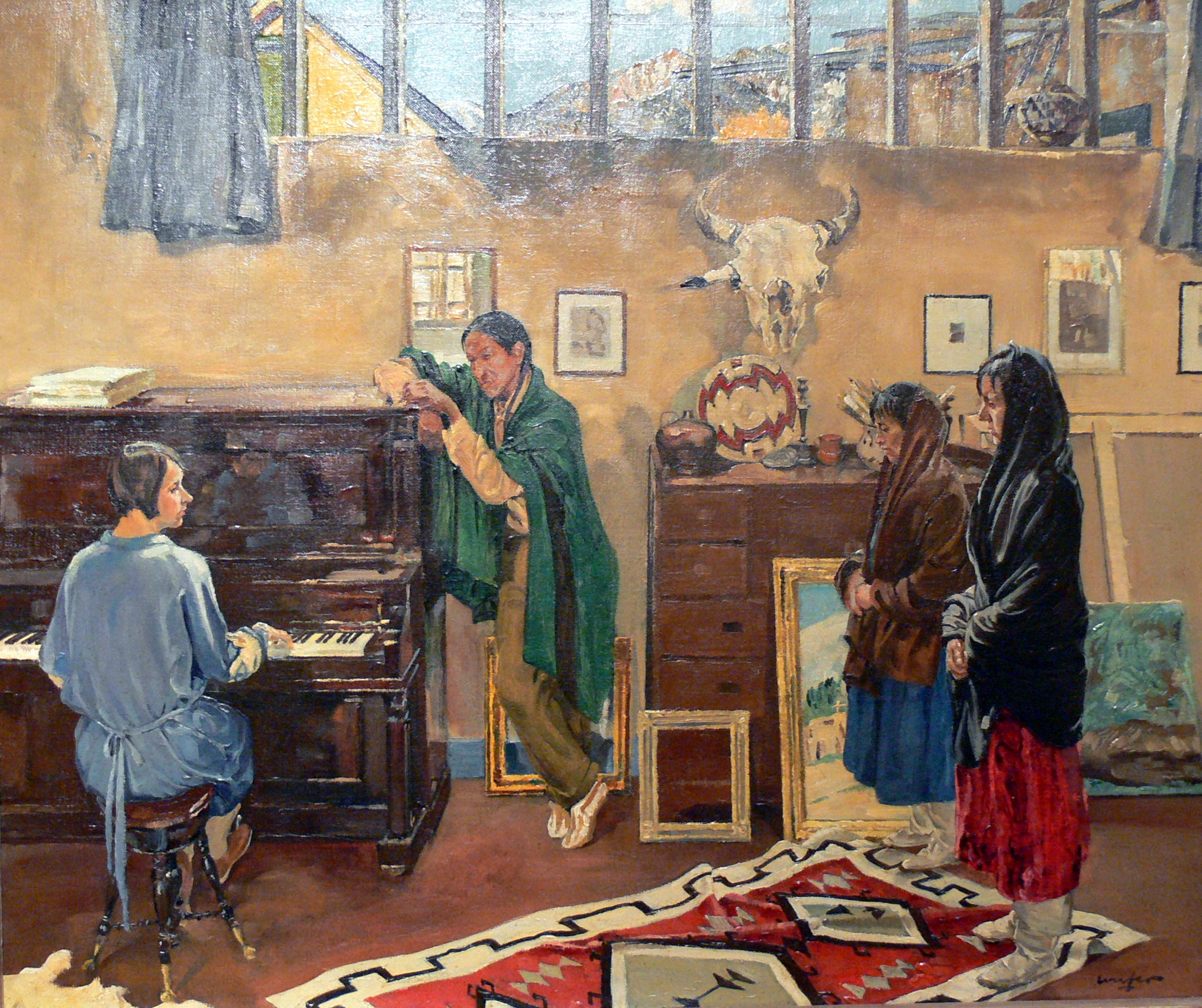
The Listeners, 1920.
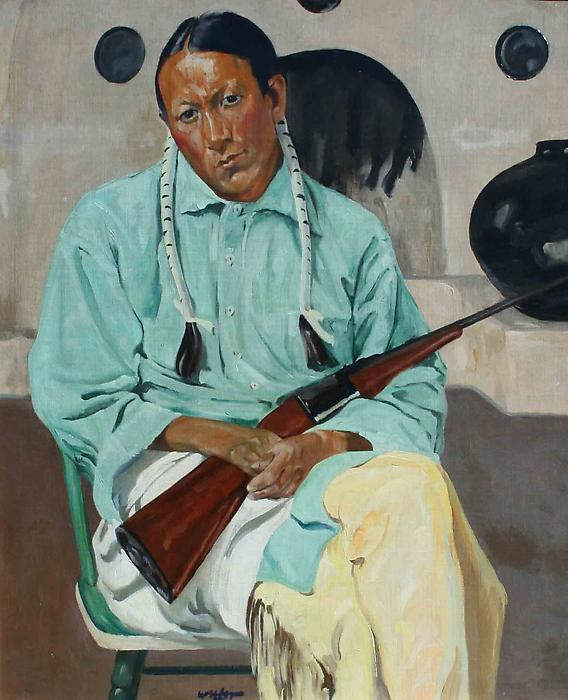
Frank Archuleta (Taos Indian with Rifle), c. 1925.